# Požarnica (Tuzla, BiH)
Požarnica je naseljeno mjesto u sastavu općine Tuzla, Federacija Bosne i Hercegovine, BiH.

## Uprava
Požarnica je mjesna zajednica u općini Tuzli. Spada u ruralno područje općine Tuzle. U njoj je 31. prosinca 2006. godine prema statističkim procjenama živjelo 702 stanovnika u 377 domaćinstava.

## Rudna bogatstva
Na području sjeveroistočne Bosne vršena su naftna istraživanja između dva svjetska rata. Na nekoliko bušotina u Požarnici i Siminom Hanu kod Tuzle nađena je nafta. Nešto je nafte izvađeno i prerađeno u bosanskobrodskoj rafineriji 1939., a zbog neisplativosti proizvodnja je prekinuta 1943. godine. Nakon rata, 1948. godine, u Požarnici je osnovano poduzeće za eksploataciju nafte i plina koje je 1962. prestalo s radom.

## Šport
- Radnik, nogometni klub

## Kultura
- Pravoslavna crkva Vaznesenja Gospodnjeg

## Stanovništvo
| Požarnica          |       |       |       |       |
| godina popisa      | 1991. | 1981. | 1971. | 1961. |
| Hrvati             | 10    | 1     | 2     | 1     |
| Srbi               | 1178  | 1213  | 1229  | 1167  |
| Muslimani          | 1     | 2     | 2     |       |
| Makedonci          |       |       | 3     |       |
| Jugoslaveni        | 53    | 17    |       | 2     |
| ostali i nepoznato | 20    | 39    | 8     |       |
| ukupno             | 1262  | 1272  | 1241  | 1170  |

## Vanjske poveznice
- Požarnica kod Tuzle leži na 'crnom zlatu'